# Glande
El glande, bálano o balano es la parte final del pene, específicamente una extensión del cuerpo esponjoso, del cual es su parte ancha, usualmente con forma de cono o punta de flecha, algunas veces de forma semiesférica. Suele ser de color rojizo, rosado o violáceo.

## Anatomía
El glande es generalmente un poco más grueso que el cuerpo del pene y tiene una textura lisa. Su color puede variar según el color de la piel del individuo. En las personas de piel blanca, suele ser rosado o rojizo, mientras que en las personas de piel oscura es violáceo. La superficie del glande está compuesta de innumerables terminaciones nerviosas. Debido a esto, el glande es extremadamente sensitivo al tacto, particularmente alrededor de su borde, y por tal razón es la principal fuente  de placer sexual en los hombres.
Desde antes y al momento del nacimiento, el glande está cubierto por un repliegue de piel móvil, llamado prepucio, el cual se retrae para dejar el glande descubierto cuando el pene está erecto. El prepucio puede ser extirpado mediante la circuncisión por motivos médicos o religiosos. En la cara inferior del pene, el glande está unido al prepucio por un pliegue de tejido denominado frenillo prepucial.
El glande es atravesado por la uretra y contiene la desembocadura o apertura externa de ésta, el meato urinario, el orificio por donde se expulsa la orina, o el semen en la eyaculación.

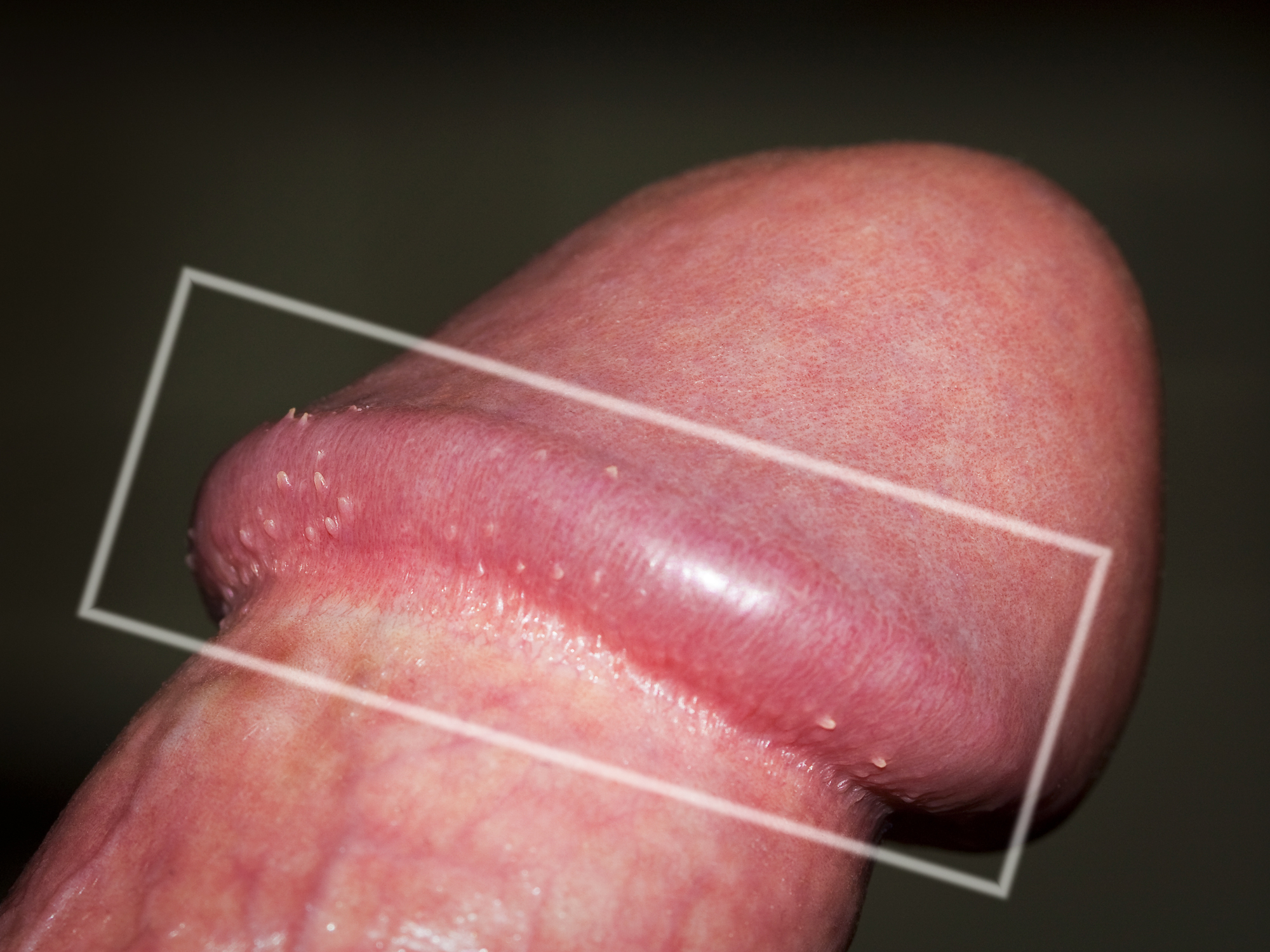
Las pápulas perladas en la corona del glande son un fenómeno dermatológico común e inofensivo.

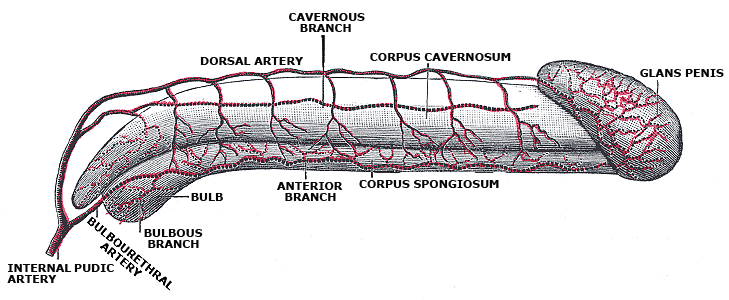
Riego sanguíneo de un pene y su glande.

La corona del glande es el relieve o reborde, en forma de coronilla o sombrerete, situado en la base del glande, y normalmente tiene un color más intenso que el resto del glande. La presencia de pequeñas protuberancias en la corona del glande, denominadas pápulas perladas, se considera completamente normal. El tamaño y cantidad de las pápulas son variables. En muchos casos son casi imperceptibles mientras que en otros pueden ser significativamente notorias y numerosas, causando molestia estética. Las pápulas perladas pueden ser confundidas con las verrugas producidas por el VPH por lo que se recomienda consultar a un médico para recibir un diagnóstico apropiado, si se sospecha de una infección.

## Higiene
Se debe retraer el prepucio con regularidad para limpiar el esmegma que se forma sobre el glande y el surco balanoprepucial.

## Cultura
También se le conoce como cabeza del pene, y popularmente, capullo, ñema o haba.